# Пермска митрополија
Пермска митрополија (рус. Пермская митрополия) митрополија је Руске православне цркве.
Образована је одлуком Светог синода од 19. марта 2014, а налази се у оквиру граница Пермског краја. У њеном саставу се налазе три епархије: Пермска, Кудимкарска и Сољикамска.